# Мазіанг Мазіанг
Мазіанг Мазіанг (англ. Mathiang Mathiang, нар. 19 вересня 1994) — південносуданський футболіст, захисник клубу «Брунсік Читй». Виступав, зокрема, за клуби «кальчіо Флореат Атена» та «Брансік Сіті», а також національну збірну Південного Судану.

## Клубна кар'єра
У дорослому футболі дебютував 2014 року виступами за команду «Флореат Атена», в якій того року взяв участь в одному матчі чемпіонату. Своєю грою за цю команду привернув увагу представників тренерського штабу клубу «Стірлінг Льонс», до складу якого приєднався 2015 року. Відіграв за «левів» за наступні два сезони своєї ігрової кар'єри. 2018 року уклав контракт з клубом «Гайдельберг Юнайтед», у складі якого провів один рік. 
До складу клубу «Брансік Сіті» приєднався 2019 року. 

## Виступи за збірну
2019 року дебютував в офіційних матчах у складі національної збірної Південного Судану.